# Vieux-Pont-en-Auge

Vieux-Pont-en-Auge este o comună în departamentul Calvados, Franța. În 1 ianuarie 2018 avea o populație de 277 de locuitori.